# Sama as-Sirhan
Sama as-Sirhan (arab. سما السرحان) – miasto w Jordanii, w muhafazie Al-Mafrak. W 2015 roku liczyło 7018 mieszkańców.